# المتحف الوطني في قطر
المتحف الوطني في قطر هو متحف قيد الإنشاء حاليا ويقع قبالة كورنيش الدوحة في العاصمة القطرية الدوحة. المبنى الذي تم بناؤه بدلا من متحف قطر الوطني صممه المهندس المعماري جان نوفيل. من المقرر افتتاحه في ديسمبر 2018. 
يتميز متحف قطر الوطني الجديد قيد الإنشاء بتصميم مبتكر من قبل المهندس المعماري جان نوفيل الحائز على جائزة بريتزكر والذي استوحاه من زهرة الصحراء وارتفع وينمو بشكل طبيعي حول قصر عبد الله بن جاسم آل ثاني. تم ترميم القصر التاريخي من قبل شركة الهندسة المعمارية في برلين زيجيرت وروزواغ وسيلر للهندسة المعمارية. هذا النصب التذكاري الهام لماضي قطر يتم الحفاظ عليه الآن كقلب متحف قطر الوطني الجديد. العلاقة بين المبنى الجديد والقديم هي جزء من خلق الجسر بين الماضي والحاضر الذي دعت إليه المياسة بنت حمد بن خليفة آل ثاني لأنه هو الطريق إلى «تعريف أنفسنا بدلا من أن يتم تعريفها إلى الأبد من قبل الآخرين ... احتفال هويتنا».
تم إنشاء المتحف الذي تبلغ مساحته 430,000 قدم مربع (40,000 متر مربع) من خلال سلسلة من الأقراص المتشابكة التي تخلق تجاويف لحماية الزوار من الحرارة الصحراوية. يقع المبنى على مساحة 1.5 مليون قدم مربع في الطرف الجنوبي من كورنيش الدوحة وسوف يرتفع مبنى متحف قطر الوطني الجديد من البحر وسيتم ربطه بالشاطئ من قبل جسرين للمشاة وجسر سيارات.

## المجموعة

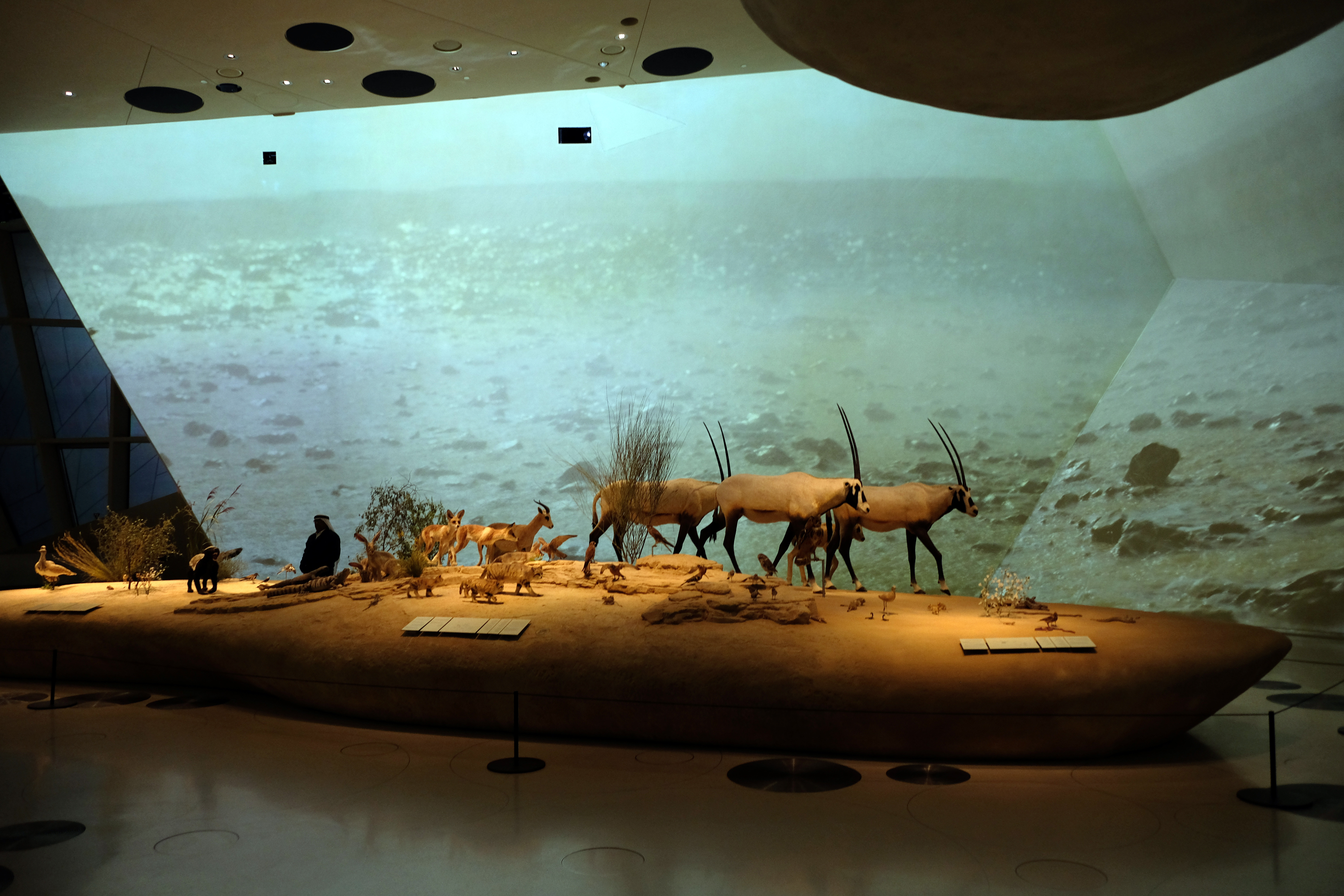
متحف قطر الوطني

جولة في المتحف في المستقبل سوف تأخذ الزوار من خلال حلقة من المعارض التي تعالج ثلاثة مواضيع رئيسية ومترابطة. سيتم ترتيب صالات العرض بشكل فضفاض بترتيب زمني بدءا من المعارض على التاريخ الطبيعي للصحراء والخليج العربي والتحف من الثقافة البدوية والمعارض التاريخية على الحروب القبلية وإنشاء الدولة القطرية وأخيرا اكتشاف النفط حتى الآن. ستشمل العروض والمنشآت التي تستكشف هذه المواضيع العروض المذهلة والمسموعة السمعية البصرية مع الكنوز المختارة بعناية من مجموعات المتحف. تتألف هذه المجموعات حاليا من حوالي 8000 قطعة وتشمل القطع الأثرية والعناصر المعمارية والأسرة التراثية والأشياء المسافرة والمنسوجات والأزياء والمجوهرات والفنون الزخرفية والكتب والوثائق التاريخية.
ستكون مهمة المتحف هي الاحتفال بثقافة وتراث ومستقبل قطر وشعبها الذي يجسد فخر وتقاليد القطريين في حين يقدم للزوار الدوليين حوار حول التغيير السريع والتحديث.